# Publius Fulcinius Vergilius Marcellus
Publius Fulcinius Vergilius Marcellus war ein im 2. Jahrhundert n. Chr. lebender Angehöriger des römischen Ritterstandes (Eques). Durch eine Inschrift, die bei Tibur gefunden wurde und die auf 121/160 datiert wird, sind einzelne Stationen seiner Laufbahn bekannt.
Marcellus war zunächst Praefectus fabrum. Seine darauf folgende militärische Laufbahn begann er als Tribunus militum in der Legio VII Gemina felix, deren Hauptlager in León war. Im Anschluss folgte das Kommando als Praefectus equitum einer Ala Parthorum. Danach übernahm er zivile Funktionen in der Verwaltung. Seine erste Position war die eines subcurator aedium sacrarum et operum locorumque publicorum. Es folgte der Posten eines subpraefectus bei der in Misenum stationierten Flotte (Classis praetoria Misenensis); beide Posten waren mit einem Jahreseinkommen von 60.000 Sesterzen verbunden.
Marcellus stammte wahrscheinlich aus Latium, wenn nicht aus Rom selbst.